# Concerto per violoncello e orchestra (Margola)
Il Concerto per violoncello e orchestra, op. 91  è una tra le composizioni più importanti di Franco Margola.
Dedicato al famoso violoncellista spagnolo Gaspar Cassadó (Barcellona, 1897 - Madrid, 1966) il concerto "ebbe tre diverse versioni, dalle quali Margola attinse il materiale per la stesura definitiva avvenuta nel 1949. Alla creazione di questa versione finale contribuirono anche i consigli dello stesso Cassadó, a cui il lavoro era destinato, oltre che dedicato".
L'opera si compone di 3 movimenti:
- Allegro vivo - Adagio - Allegro - Adagio - Allegro
- Calmo
- Allegro - Tempo di Siciliana - Allegro

## Organico orchestrale
2 flauti, 2 oboi, 2 clarinetti in Do, 2 fagotti, 3 corni in Fa, 3 trombe in Do, pianoforte, timpani, violoncello solista ed archi.

## Discografia
- Orazio Fiume (Overture per Orchestra), Franco Margola (Concerto per violoncello e orchestra) & Ottorino Respighi (Adagio con variazioni per violoncello e orchestra). Orchestra della Fondazione "Teatro Verdi" di Trieste, violoncello Jacopo Francini, direttore Paolo Longo. CD Rainbow Classical, cat. n. RW20100906.